# Comitato Olimpico Marocchino
Il Comitato Olimpico Marocchino (noto anche come Comité National Olympique Marocain o CNOM in francese) è un'organizzazione sportiva marocchina, nata nel 1959 a Rabat, Marocco.
Rappresenta questa nazione presso il Comitato Olimpico Internazionale (CIO) dal 1959 ed ha lo scopo di curare l'organizzazione ed il potenziamento dello sport in Marocco e, in particolare, la preparazione degli atleti marocchini, per consentire loro la partecipazione ai Giochi olimpici. L'organizzazione è, inoltre, membro dell'Associazione dei Comitati Olimpici Nazionali d'Africa.
L'attuale presidente dell'associazione è Hosni Benslimane, mentre la carica di segretario generale è occupata da Noureddine Benabdennbi.